# Acronia novemmaculata
Acronia novemmaculata är en skalbaggsart som beskrevs av Hüdepohl 1995. Acronia novemmaculata ingår i släktet Acronia och familjen långhorningar.
Artens utbredningsområde är Filippinerna. Inga underarter finns listade i Catalogue of Life.